# Abraham Lincoln doit mourir
Abraham Lincoln doit mourir (Abe Lincoln Must Die!) est le quatrième des six épisodes de la compilation de jeux vidéo Sam and Max : Saison 1 développée par Telltale Games et vendu d'abord par téléchargement à partir du 22 février 2007 sur le portail américain Gametap puis à partir du 9 mars 2007 sur le site du développeur Telltale Games.

## Synopsis
Sam et Max doivent affronter un nouvel adversaire et pas le moindre : le président des États-Unis. Ce dernier commence en effet à promulguer des lois de plus en plus étranges... Sam et Max se rendent donc à la Maison-Blanche pour voir ce qu'il en est.
Cette rencontre amenera à de nouvelles élections où Max se retrouvera candidat à la présidence pour faire face à un candidat encore plus étonnant que lui : la statue d'Abraham Lincoln du Lincoln Memorial. Contre toute attente, c'est Max qui deviendra président (et Sam vice-président).

## Personnages secondaires rencontrés
- Bosco se fait désormais passer pour un « camarade soviétique ». Pour 100 millions de dollars, il a en stock un nouveau article de la gamme BoscoTech : un sérum de vérité.
- Sybil Pandemik tient désormais une agence matrimoniale. Elle recherche d'ailleurs elle-même de rencontrer l'homme de sa vie. Par la suite, elle reconvertit son magasin en expertise de datation. Elle choisit ce domaine parce qu'elle souhaite ne pas changer la  pancarte de son magasin. En effet, en version originale, rencontre se dit date. Finalement, à cause de cette reconversion, elle se rend compte qu'elle possède des antiquités.
- Jimmy "Deux-Dents" profite de la vie et de la piscine de la Maison-Blanche.
- Les membres de La Bande à Bubulle sont désormais gouverneurs de trois états américains : le Dakota du Nord, le Dakota du Sud et un nouvel état, le Dakota de l'ouest. Leurs désaccords sur les découpages frontaliers et sur la question de l'appartenance du mont Rushmore provoque des tensions entre eux.
- Le président des États-Unis est soupçonné d'être hypnotisé. Sam et Max se rendent compte, après l'avoir décapité, qu'il est en fait une marionnette robotisée.
- Chuckles, l'ancien bras-droit de Ted E. Bear, est désormais membre de la sécurité de la Maison-Blanche. C'est lui qui va rendre la candidature de la statue d'Abraham Lincoln possible.
- La statue d'Abraham Lincoln est candidat à la présidence après « l'assassinat » du président.
- L'agent Siphon (Superball en version originale) est le gardien de la porte de la Maison-Blanche puis gardien de la porte de la salle de guerre. Il prend son métier très au sérieux, compliquant grandement la vie de Sam et Max qui souhaitent souvent voir ce qui se passe derrière la porte gardée...
- Hugh Bliss a repris la librairie entre le bureau de Sam et Max et l'Escrocmarché de Bosco. Il y vend son livre Emetics, bible de la « prismatologie ».

## Accueil
- Adventure Gamers : 4,5/5[2]

## Passage en gratuiciel
Depuis le 5 novembre 2007, le jeu est devenu un gratuiciel, disponible sur le site de Telltale Games. Cependant, cela ne concerne que la version téléchargeable sur Internet qui n'est disponible qu'en version originale anglaise.